# Одеський авіаційний завод
Одеський авіаційний завод — державне підприємство військово-промислового комплексу України, що здійснює модернізацію, ремонт та технічне обслуговування авіатехніки.
Засновано 1911 року в місті Одесі.
Належить до переліку підприємств, що мають стратегічне значення для економіки та безпеки України.

## Історія

### 1910—1919 роки

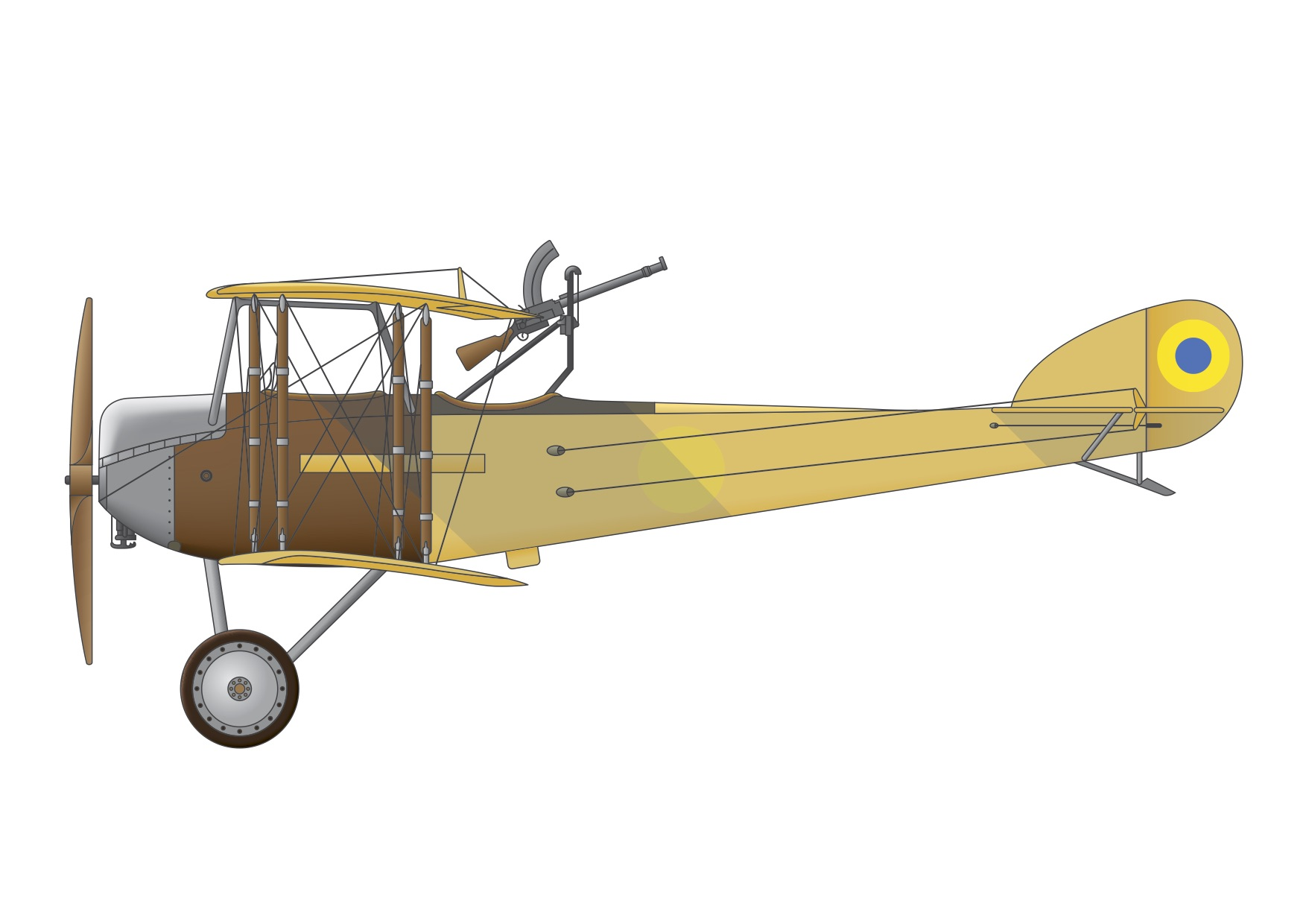
Анатра Анаде, Аеродром Пост-Волинський, Київ, березень-квітень 1918 р.

24 березня 1908 року в Одесі засновано перший в Російській імперії аероклуб, президентом якого від 1910 року був Артур Анатра. Тут були майстерні, де починаючи з 1910 року на приватні замовлення виготовляли ліцензійні копії літаків французьких конструкцій. До кінця 1912 року тут складено 14 машин Фарман, 3 Блеріо і 1 Ньюпор, а ще виготовлено літак оригінальної конструкції за проєктом Василя Хіоні. На базі цих майстерень Анатра згодом і заснував свій завод.
Вже 1913 року військове міністерство замовило 5 літаків «Фарман-XVI».
Початок Першої світової війни приніс заводу великі замовлення від військового відомства. Завод почав переобладнуватися. Зросла кількість працівників.
В перші роки війни замість впровадження власних моделей фірма й далі випускала літаки за французькими ліцензіями: Фарман IV, XVI, XX, XXII, Ньюпор, Вуазен, Моран G
Влітку 1915 року на заводі розпочали розробляти власну модель літака. Як і майже всі наступні моделі розробляли її на основі проєкту Р-20 фірми Авіатік, що його Анатра придбав ще перед Першою світовою війною. Випробування прототипу літака, що дістав назву «Анаде» (або «Анатра»-Д, тобто «Декамп») відбулися 19 грудня 1915 року. 16 травня 1916 року випущено перший серійний Анаде.
1916 року запущено літак-винищувач «Анатра-Анасаль». Крім того, в 1917 році пройшов успішні випробування літак-бомбардувальник «Анатра-Анадва» ВХ конструкції Василя Хіоні.
Продуктивність заводу в 1917 р. становила два літаки на день. Основна продукція підприємства на той момент: «Анатра-Анаде», «Анатра-Анасаль», «Анатра-Декан», «Анатра-Анамон», «Анатра-Де», «Анатра-Анадіс», «Анатра-Анадва», «Вуазен Іванова».
З одеським літакобудівним заводом пов'язані імена перших авіаторів М. Н. Єфімова і С. І. Уточкіна, видатного конструктора В. Н. Хіоні.

### 1920—1991 роки
1920 року радянська влада остаточно утвердилася. Більшовики націоналізували авіаційну промисловість. Авіаційні заводи підпорядковувалися Главкоавіа. З березня 1920 року їх названо Державні авіаційні заводи (рос. ГАЗ), Одеський завод названо «ГАЗ № 11».
Одеський завод у 1921—1922 роках випускав для радянського військового відомства навчальні літаки Фарман XX та літаки Анасаль. Станом на серпень 1922 року виготовлено 29 Фарманів і 3 Анасалі.
Подальші роботи згорнули. Більшість обладнання вивезли до Росії, а приміщення передали різним організаціям. Однак п'ять приміщень і частину верстатів передали В. М. Хіоні для організації приватних Авіаційних конструкторських майстерень.
У цих майстернях 1923 року Хіоні сконструював літак У-8 Горбоконик. 1924-го літак потрапив у серійне виробництво, і до осені 1924 в Одесі побудували 31 такий літак. У травні 1924 завод знову став державним і дістав назву «Державні авіаційні майстерні № 7» (ГАМ № 7). Випуск літаків в Одесі остаточно припинився і надалі тут здійснювався лише їхній ремонт. 1929 року майстерні увійшли до складу Одеської авіаційної школи пілотів № 8.
10 квітня 1941 року з метою підвищення бойових можливостей авіації, підвищення маневреності частин та з'єднань ВПС РККА на випадок війни постановою ЦК ВКП(б) та РНК СРСР було запроваджено нову структуру ВПС РККА. Територію Одеського військового округу поділено на п'ять районів авіаційного базування, що мали в своєму складі авіаційні бази та батальйони аеродромного обслуговування. У роботах з матеріально-технічного забезпечення частин ВПС брав участь особовий склад авіамайстерень.
Станом на 1941 рік 256-ті стаціонарні авіамайстерні Одеського військового округу містилися на аеродромі Шкільний. Після початку Німецько-радянської війни авіамайстерні ремонтували авіатехніку РСЧА (ремонт першого пошкодженого І-16 розпочато 28 червня 1941 року), але з наближенням до міста лінії фронту в липні 1941 року їх евакуйовано до Сталіно. Наприкінці вересня 1941 року авіамайстерні відправлено на схід, і на початку жовтня 1941 року вони прибули до Армавір. Загалом, за час війни авіамайстерні виконали ремонт 546 літаків радянського виробництва (винищувачів І-15, І-16, ЛаГГ-3, Ла-5, Ла-7, МіГ-3, Як-1, Як-3, Як- 9 і штурмовиків Іл-2), кількох десятків літаків іноземного виробництва («бостон», «аерокобра» та «мессершмітт»), 1135 авіадвигунів і значної кількість автівок.
У повоєнний період одеське авіаремонтне підприємство одним з перших освоїло ремонт реактивних літаків, їх двигунів і агрегатів: МіГ-15МіГ-15, МіГ-17, МіГ-19, МіГ-21, МіГ-23, МіГ-27, двигунів РД-9В, Р- 11, Р-13, Р-25, Р-95Ш.

### Після 1991 року
Після проголошення незалежності України, 562-й авіаремонтний завод Міністерства оборони СРСР (в/ч 36981) передано у відання Міністерства оборони України.
У зв'язку зі скороченням державного військового замовлення, в 1990-х роках завод скоротив обсяги виробництва, частину приміщень здано в оренду.
27 липня 1998 року завод внесено до переліку підприємств, що мають стратегічне значення для економіки та безпеки України.
2001 року на Одеському авіаремонтному заводі один військово-транспортний літак Ан-26 ВПС України переобладнано в санітарно-транспортний літак Ан-26 «Vita», 2002 року після завершення випробувань його прийняли на озброєння ВПС України.
Після створення 7 червня 2005 року концерну «Авіавоєнремонт» завод увійшов до його складу й дістав нову назву: Одеське авіаремонтне підприємство «Одесавіаремсервіс».
Станом на початок 2008 року завод освоїв ремонт 28 типів літаків та 16 типів авіадвигунів, основними напрямками діяльності підприємства були:
- капітальний ремонт та модернізація літаків МіГ-21, МіГ-23, МіГ-27, L-39, Як-52
- капітальний ремонт авіадвигунів Р11, Р13, Р25, Р95Ш, АІ-25ТЛ, М-14П, М-14В26, коробок літакових агрегатів КСА-2 та КСА-3 (для винищувачів МіГ)
- переобладнання та переоснащення літаків Ан-24 та Ан-26, вертольотів Мі-8 та Мі-17
- виготовлення скління для авіатехніки з органічного орієнтованого та неорієнтованого скла
- виготовлення шлангів високого та низького тиску, інших гумотехнічних виробів для авіатехніки
- надання послуг військово-технічного призначення: консультування та навчання спеціалістів з технологій ремонту авіатехніки

2009 року підприємство завершило роботи зі створення модернізованого варіанта навчально-тренувального літака L-39C, офіційно прийнятого на озброєння ВПС України 8 липня 2009 року під найменуванням Л-39М1, а також виконало ремонт винищувача МіГ-23 ВПС Анголи (під час перевірки діяльності підприємства 2017 року було встановлено, що при виконанні цього контракту розукомплектовано МіГ-23УБ, знятий із озброєння ВПС України, що зберігався на заводі).
9 червня 2010 року Кабінет міністрів України ухвалив постанову № 405, що містить перелік підприємств авіапромисловості України, яким нададуть державну підтримку.
Після створення у грудні 2010 року державного концерну «Укроборонпром», 2011 року завод увійшов до його складу.
9 липня 2011 року виконав перший політ побудований заводом дослідний екземпляр легкого літака С09 «Дельфін» з двигуном французького виробництва (після закінчення льотних випробувань, 17 липня 2011 року літак сертифіковано).
26 жовтня 2011 року завод офіційно представив два нові легкі поршневі літаки: багатоцільовий чотиримісний літак С09 «Дельфін» та спеціалізований двомісний сільськогосподарський літак для проведення авіаційно-хімічних робіт «Фермер-300».
2012 року підприємство дістало нову назву: «Одеський авіаційний завод».
2013 року підприємство завершило роботи зі створення летючого тренажера на базі навчально-тренувального літака L-39C, що дістав найменування Л-39М.
8 липня 2013 року «Укрспецекспорт» уклав контракт на ремонт та модернізацію 12 винищувачів МіГ-21біс для ВПС Хорватії, на які слід було встановити нове навігаційне обладнання виробництва чеської компанії «Česká Letecká Servisní AS». Виконавцем робіт став Одеський авіазавод (перший відремонтований літак передали хорватській стороні 12 квітня 2014 року. До 22 листопада 2014 року завод завершив ремонт 11 літаків, після чого міністерство оборони Хорватії вимагало накласти на українську сторону штраф у зв'язку з невиконанням робіт за контрактом у встановлені терміни).
Після початку війни на сході України навесні 2014 року підприємство залучено до виконання військового замовлення: ремонту вузлів та агрегатів літаків ВПС України.
22 вересня 2015 року на виставці «Зброя та безпека-2015» завод представив макет легкого двомісного патрульного літака Y1.02 «Дельфін» (військова версія літака Y1 «Дельфін», оснащена 7,62-мм кулеметом ПКТ, блоком некерованих реактивних снарядів і гіростабілізованою камерою). Крім того, повідомляється, що літак Y1.02 може бути оснащено парашутною системою КС-1500. .
4 вересня 2017 року підприємство представило свій перший багатоцільовий літак Y1 Дельфін. А у 2018 році завод запустив їх серійне виробництво.
Наприкінці вересня 2018 року на підприємстві здійснював випробувальний політ навчально-бойовий літак L-39М1. Це вже третій навчально-бойовий літак L-39М1, що був відремонтований підприємством з початку року. Загалом же державним оборонним замовленням заплановано п'ять таких літаків.
Наприкінці жовтня 2018 завод модернізував для потреб Повітряних сил ЗС України навчально-тренувальний літак L-39М1.
Станом на травень 2018 року завод був єдиним підприємством України, здатним виконувати капітальний ремонт планера та двигунів літаків МіГ-21 та L-39.
У квітні 2021 року завод дістав право на експорт продукції військового призначення.

## Сьогодення
Зараз ДП «Одесаавіаремсервіс» займається: ремонтом та модернізацією літаків МіГ-21, МіГ-23, МіГ-27, Л-39 і Як-52. Також виконує ремонт агрегатів навігаційного, радіоелектронного, кисневого, спеціального оснащення і озброєння літаків МіГ-29, Ан-24, Ан-26 і Як-40, двигунів Р-11, Р-195, АИ-25ТЛ, Р-95Ш, М-14П, коробки літальних агрегатів КЛА-2 (3) літака МіГ-29, яка служить для передачі крутного моменту від турбостартера ГТДЕ-117 до основних двигунів.
26 лютого 2021 року гендиректор Укроборонпрому Юрій Гусєв на одеському заводі заявив, що «організація виробництва вертольотів UH-1 Iroquois сьогодні перебуває на завершальній стадії». Начебто вже укладено генеральну угоду з американськими партнерами на предмет організації виробництва вертольотів на території України.